# Turquesa europea
La turquesa europea (Glaucopsyche alexis), també coneguda com a turquesa, és una espècie de lepidòpter papilionoïdeu de la família dels licènids (Lycaenidae) present als Països Catalans.

## Distribució
S'estén per gran part d'Europa, excepte la meitat oest de la península Ibèrica, les illes Britàniques, nord-est de França, gran part de Bèlgica, Països Baixos, nord-oest d'Alemanya, Dinamarca, gran part d'Escandinàvia, nord de Finlàndia, països bàltics i gran part del nord-oest de la Rússia europea. També és present de forma dispersa al nord d'Àfrica, concretament a Algèria i Tunísia, així com a l'Àsia des de Turquia fins a l'Extrem Orient Rus passant per l'Àsia central. Absent de les principals illes mediterrànies, excepte Còrsega, Sicília i algunes illes gregues, com ara Corfú. Ocupa gran part de la península Ibèrica, sobretot al nord i centre, mentre que al terç sud la seva presència és més ocasional i restringida a zones muntanyoses. A Catalunya és present gairebé arreu, excepte a les grans planes agrícoles de l'Empordà, la Depressió Central i el Delta de l'Ebre.

## Descripció
Envergadura alar d'entre 21 i 28 mm. Marcat dimorfisme sexual per la diferent coloració de l'anvers. El mascle presenta l'anvers de color blau cel metàl·lic amb un marge negre prim que es fa més ample a la punta. La femella té l'anvers de color marró amb el blau limitat a la part basal de l'ala, i de vegades té una sèrie de punts negres a l'ala posterior. Revers semblant en ambdós sexes, amb el fons de color gris i la base verdosa o blavosa. L'ala anterior presenta una sèrie de punts negres vorejats de blanc que formen un arc a la part exterior i un altre punt negre aïllat més proper a la base. Ala posterior amb una sèrie de punts negres similars als de l'ala anterior, però més petits i disposats irregularment i que, en alguns exemplars, poden ser absents.

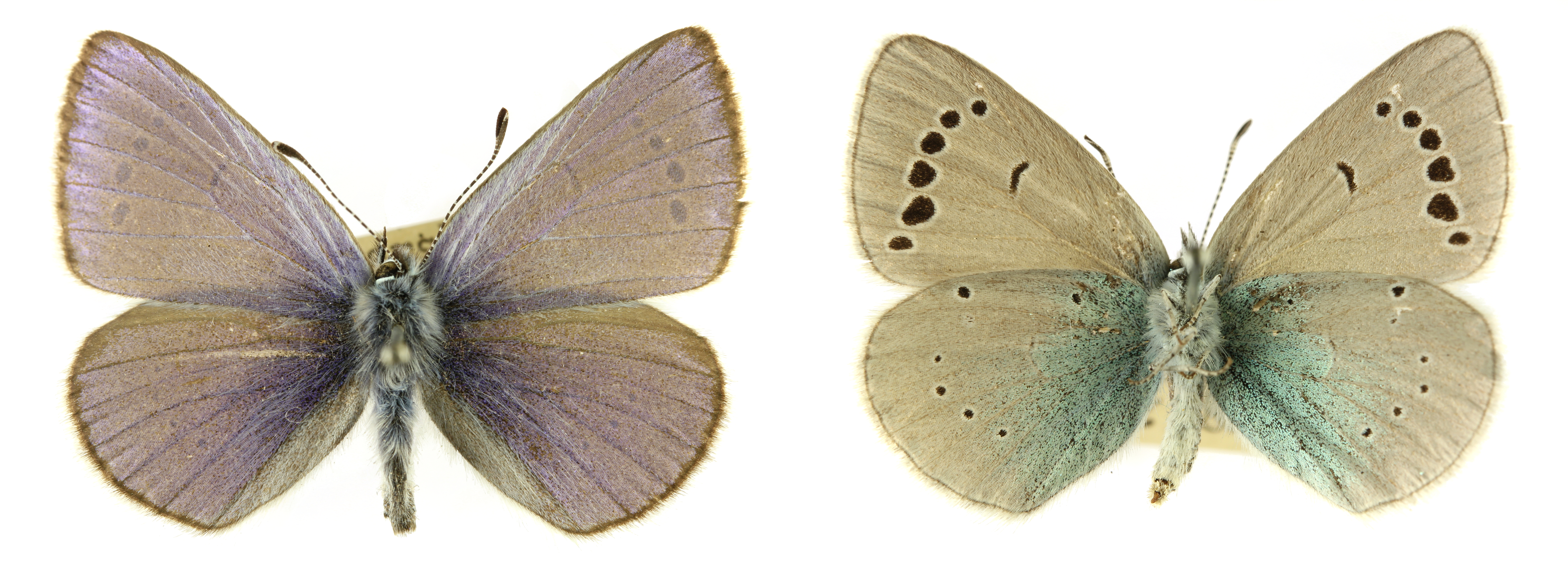
♂ / ♂ △

## Hàbitat
Ambients oberts com ara matollars, prats secs, prats mesòfils, landes o marges de bosc. Rang altitudinal des del nivell del mar fins als 1600 m. L'eruga s'alimenta de diverses espècies de fabàcies, com ara espècies dels gèneres Onobrychis, Vicia, Coronilla, Astragalus, Genista, Melilotus o Cytisus, així com Securigera varia, Spartium junceum, Medicago sativa, Galega officinalis, Callicotome villosa o Colutea arobrescens, entre d'altres.

## Període de vol i hibernació
Vola en una generació entre abril i principi de juliol. Hiberna com a crisàlide.

## Comportament
Les femelles ponen els ous sobre les flors de les plantes nutrícies, de les quals es nodreixen les erugues. Es tracta d'una espècie mirmecòfila facultativa, les erugues de la qual s'associen amb diverses espècies de formiga dels gèneres Lasius, Formica, Camponotus, Myrmica, Crematogaster o Tapinoma.

## Espècies ibèriques similars
- Turquesa meridional (Glaucopsyche melanops)

## Galeria

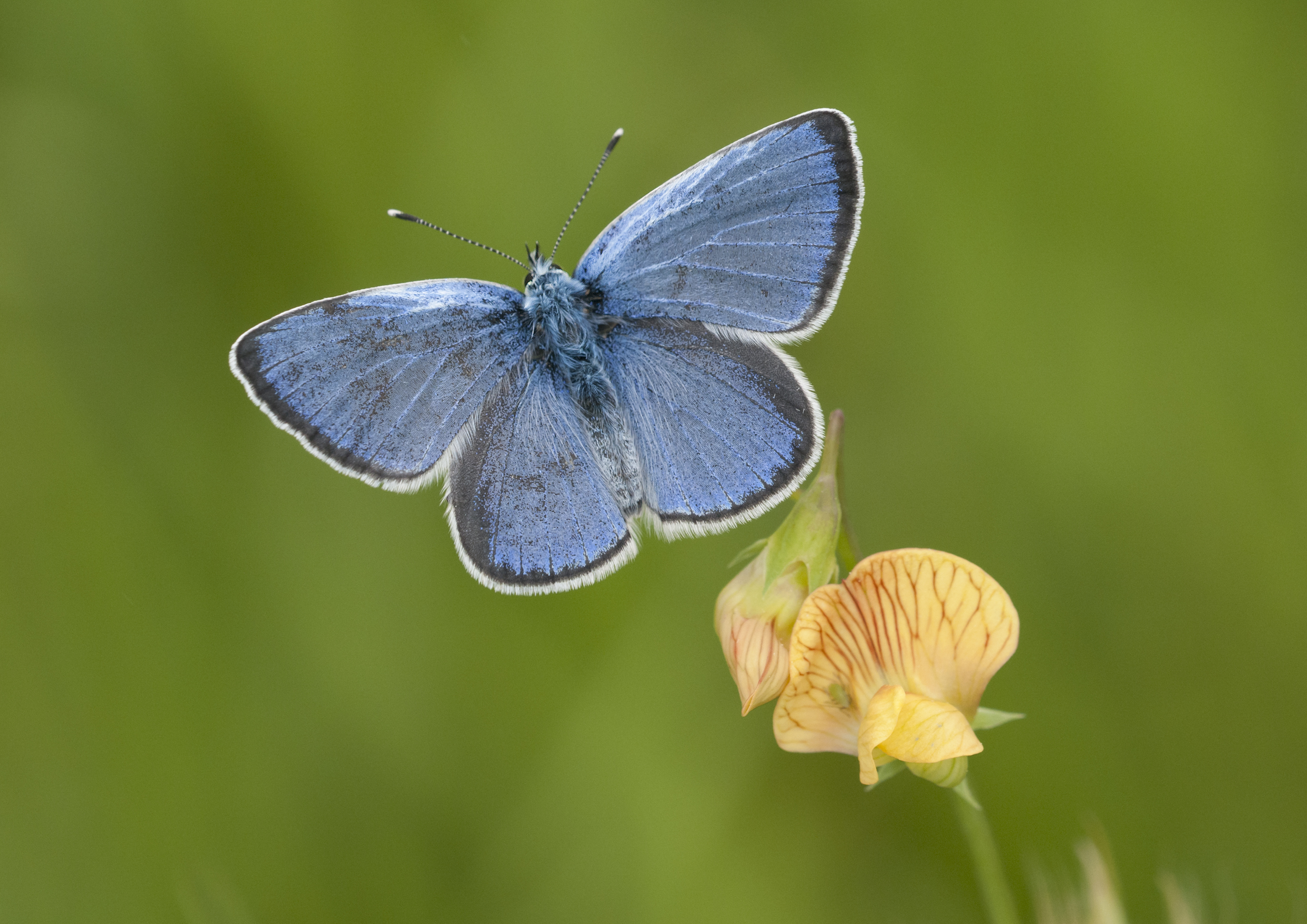
Anvers d'un mascle
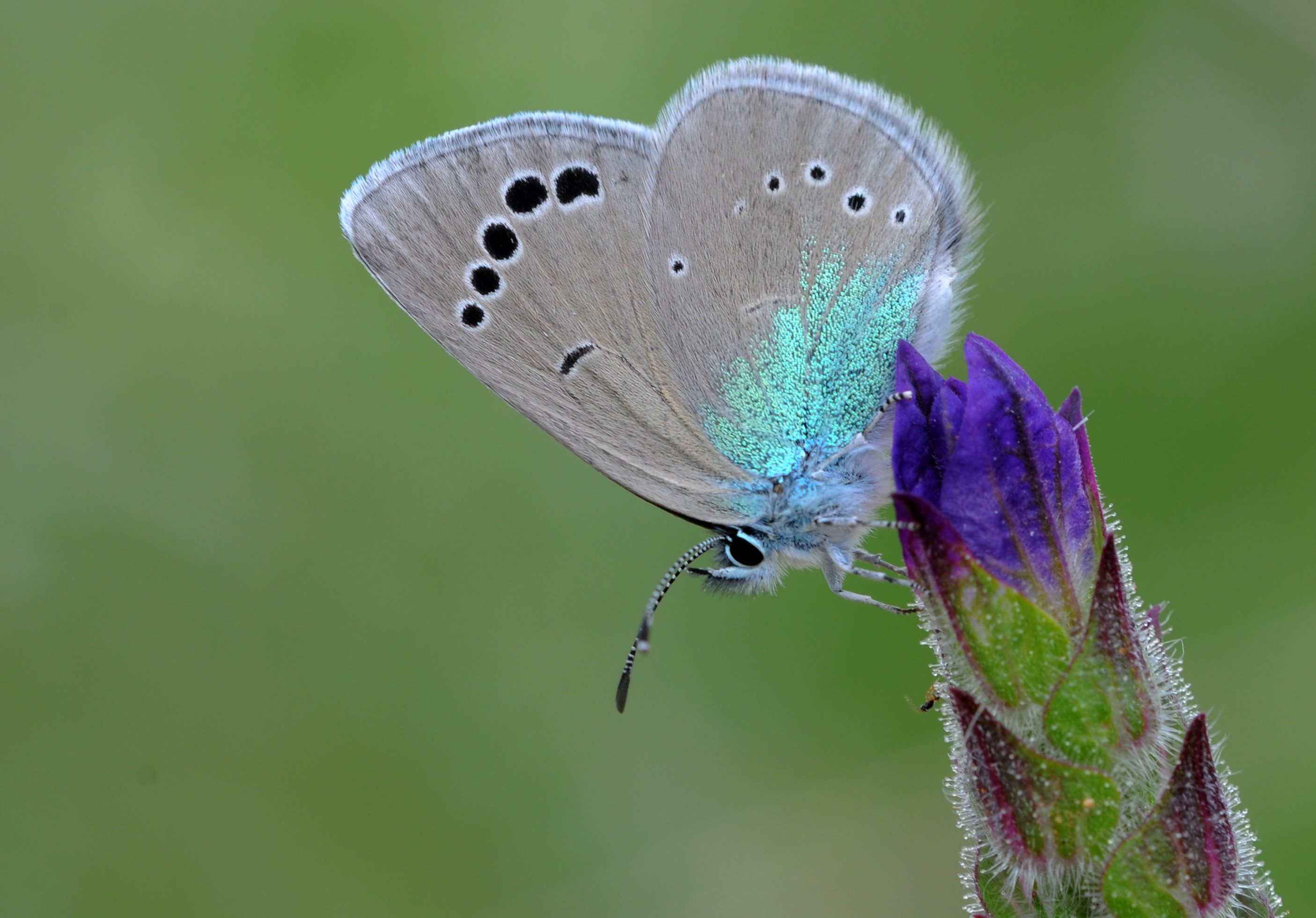
Revers d'un adult
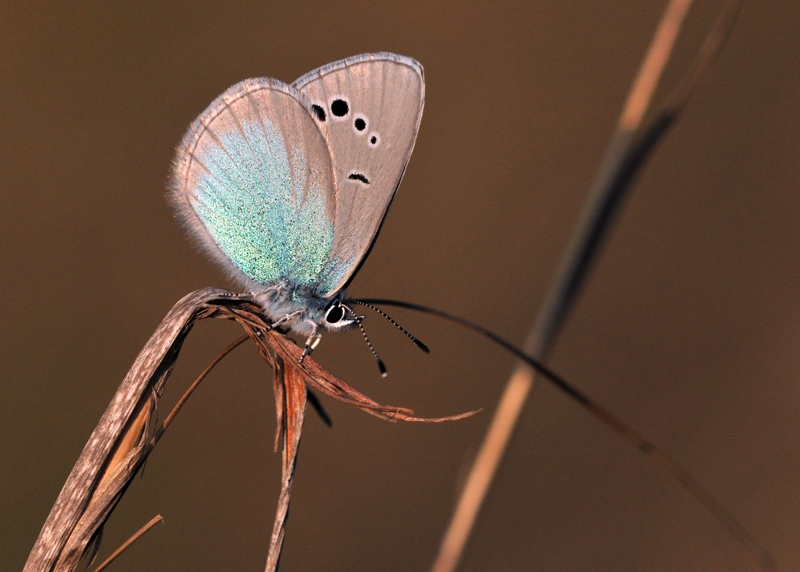
Revers d'un mascle, exemplar sense punts negres a l'ala posterior
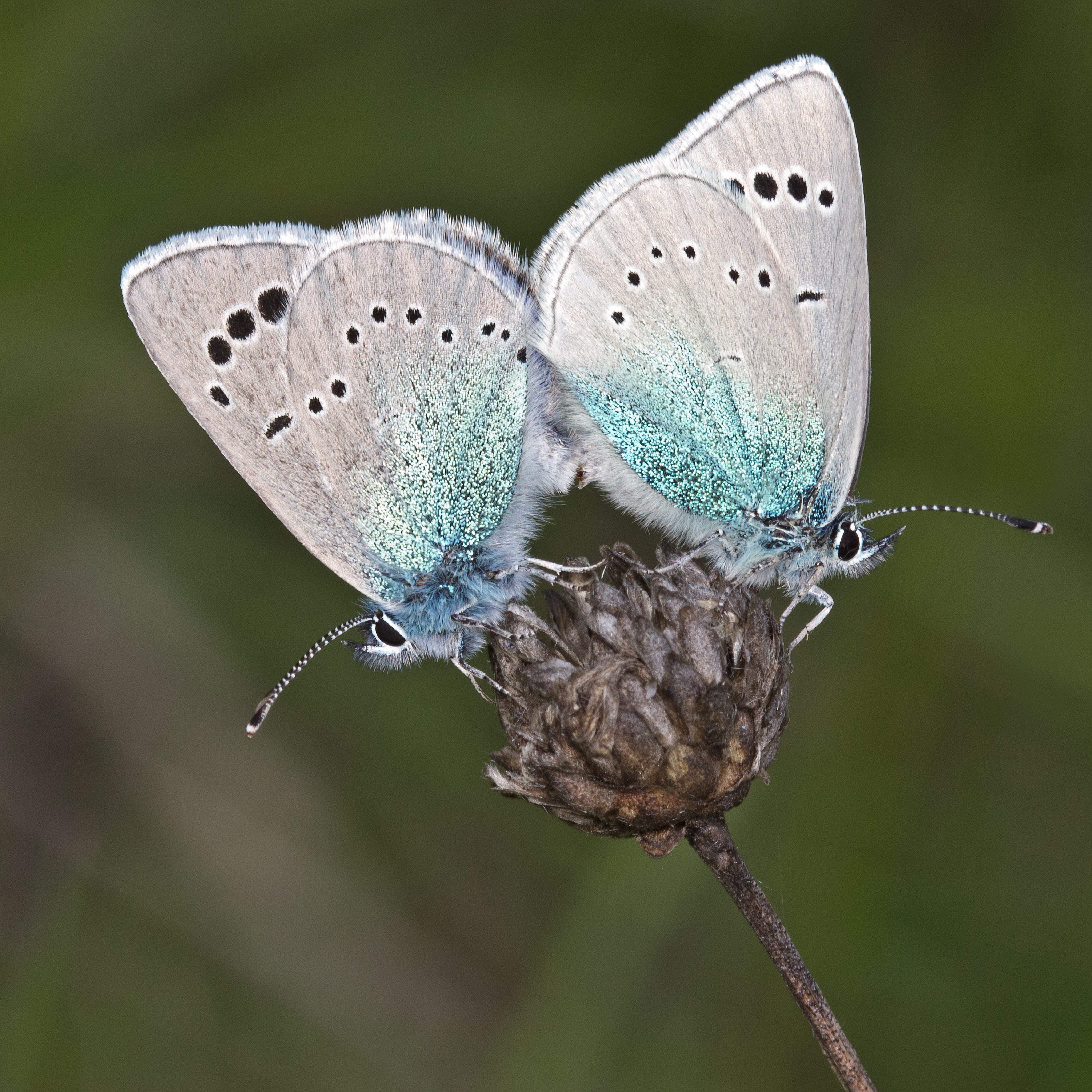
Aparellament